# 白浜海水浴場 (南島原市)

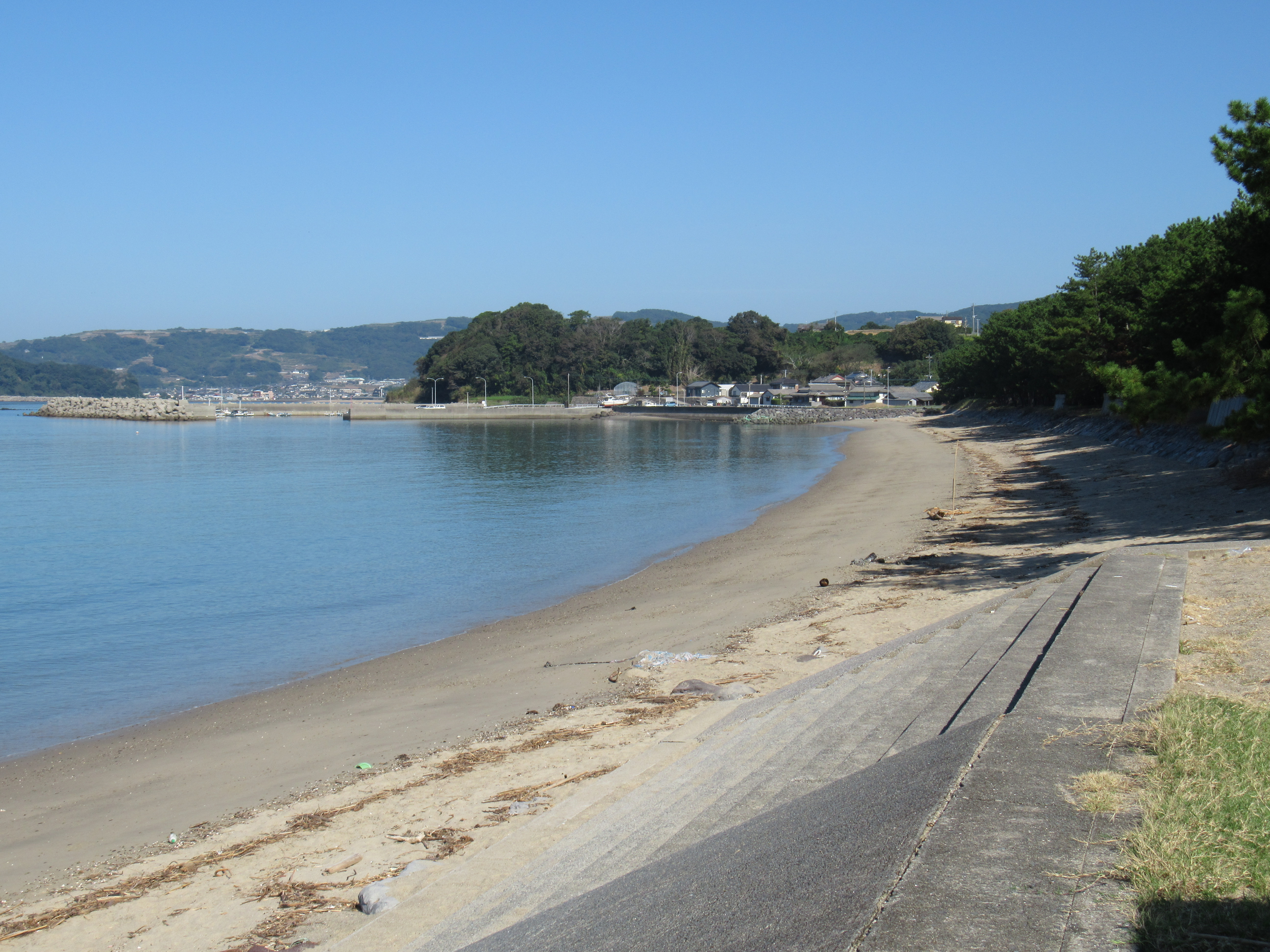
白浜海水浴場（南側から）

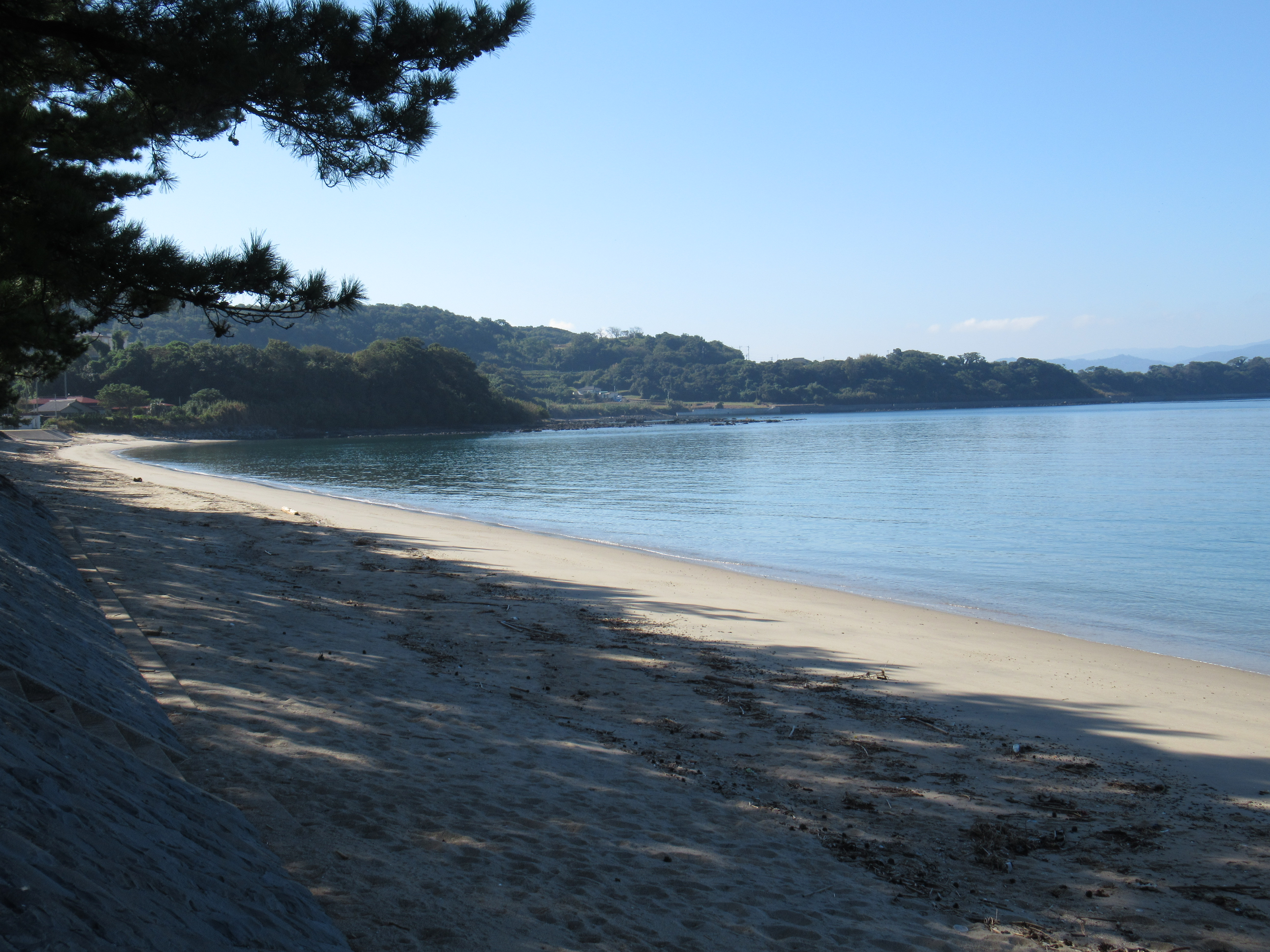
北側から

白浜海水浴場（しらはまかいすいよくじょう）は、長崎県南島原市口之津町の白浜海岸にある海水浴場。橘湾に面する。2006年に環境省による快水浴場百選に選定されている。

## 特徴
- 砂浜と松林
- 西に面した海岸のため、夕日や夕焼けが美しい。
- 海水浴場とキャンプ場が隣接する。
- 毎年、水着撮影会が開催される。
- ウミガメ（アカウミガメ）の産卵が行われる[1]。

## 料金・海開き・水質

### 海開き
- 期間 7月15日頃～8月31日頃

### 水質
- 水浴場水質判定基準：水質AA（2007年度）[2]

## アクセス
- 島原鉄道バス（南目線代替） - 「久木山」バス停下車、徒歩5分。
- 長崎自動車道諫早インターチェンジより国道57号及び国道251号経由で約50km。

## 周辺施設
- 口之津白浜温泉（国民年金健康保養センター「くちのつ」敷地内）